# Хачава
Хачава (слч. Hačava) насељено је мјесто са административним статусом сеоске општине (слч. obec) у округу Кошице-околина, у Кошичком крају, Словачка Република.

## Становништво
| Година:    | 1994. | 2004.   | 2014.   | 2024.    |
| ---------- | ----- | ------- | ------- | -------- |
| Број људи: | 216   | 229     | 228     | 184      |
| Разлика:   |       | +6,01 % | -0,43 % | -19,29 % |

| Година:    | 2023. | 2024.   |
| ---------- | ----- | ------- |
| Број људи: | 187   | 184     |
| Разлика:   |       | -1,60 % |

Према подацима о броју становника из 2024. године насеље је имало 184 становника.